# Ophiocentrus polyacanthus
Ophiocentrus polyacanthus är en ormstjärneart som beskrevs av Yin-Xia Liao 2004. Ophiocentrus polyacanthus ingår i släktet Ophiocentrus och familjen trådormstjärnor. Inga underarter finns listade i Catalogue of Life.